# Cabo Ténaro
El cabo Ténaro (en gr. ant. ἀκρωτήριον Ταίναρον, akrōtērion Taínaron; gr. mod. ακρωτήριο Ταίναρο, akrotírio Taínaro; lat. Taenarum) o Matapán (en gr. Ματαπάς, Matapás) es el central de tres cabos del sur del Peloponeso, en la Grecia continental. Está situado en la península de Mani, en Laconia. Separa el golfo de Mesenia en el oeste, del golfo de Laconia en el este.
El cabo de Matapán se conecta con el de Taigeto por una bahía en la parte oriental, en la cual estaba Porto Quaglio, cuyo nombre fue transformado en Kaio, y al oeste Marinari o Marmari. Quaglio fue el nombre dado por los venecianos. En la parte oriental de la península hay dos puertos destacados, Vathý (el más septentrional) y Asómato o Cisternes, más pequeño, al sur. La parte occidental es rocosa y sin puertos.

## Etimología
El nombre de Ténaro proviene, supuestamente, de Ténaro, hijo de Zeus o de Ícaro o de Elato. Estéfano de Bizancio dice que los hermanos Calabro, Ténaro y Geresto, hijos de Zeus, navegaron por el Peloponeso hasta recibir una parte de la tierra, que llevó su nombre.
El término Matapán es un nombre de dudosa etimología, aunque hay quienes sostienen que proviene del lacedemonio μετάπεα άκρα (metápea ákra), es decir, «la península que se encuentra entre los dos mares», o según otra fuente como otra forma de Μέτωπον (Métōpon), nombre alternativo dado antiguamente al promontorio.

## Mitología e historia
La península fue consagrada a Poseidón. Así, en el extremo de la península había un templo de este dios, que se cree que fue construido por los aqueos antes de la conquista de los dorios, y donde los periecos e hilotas practicaban sus cultos. Cerca del santuario había una cueva en la que estuvo Heracles. El templo fue saqueado por los etolios en el siglo III a. C..

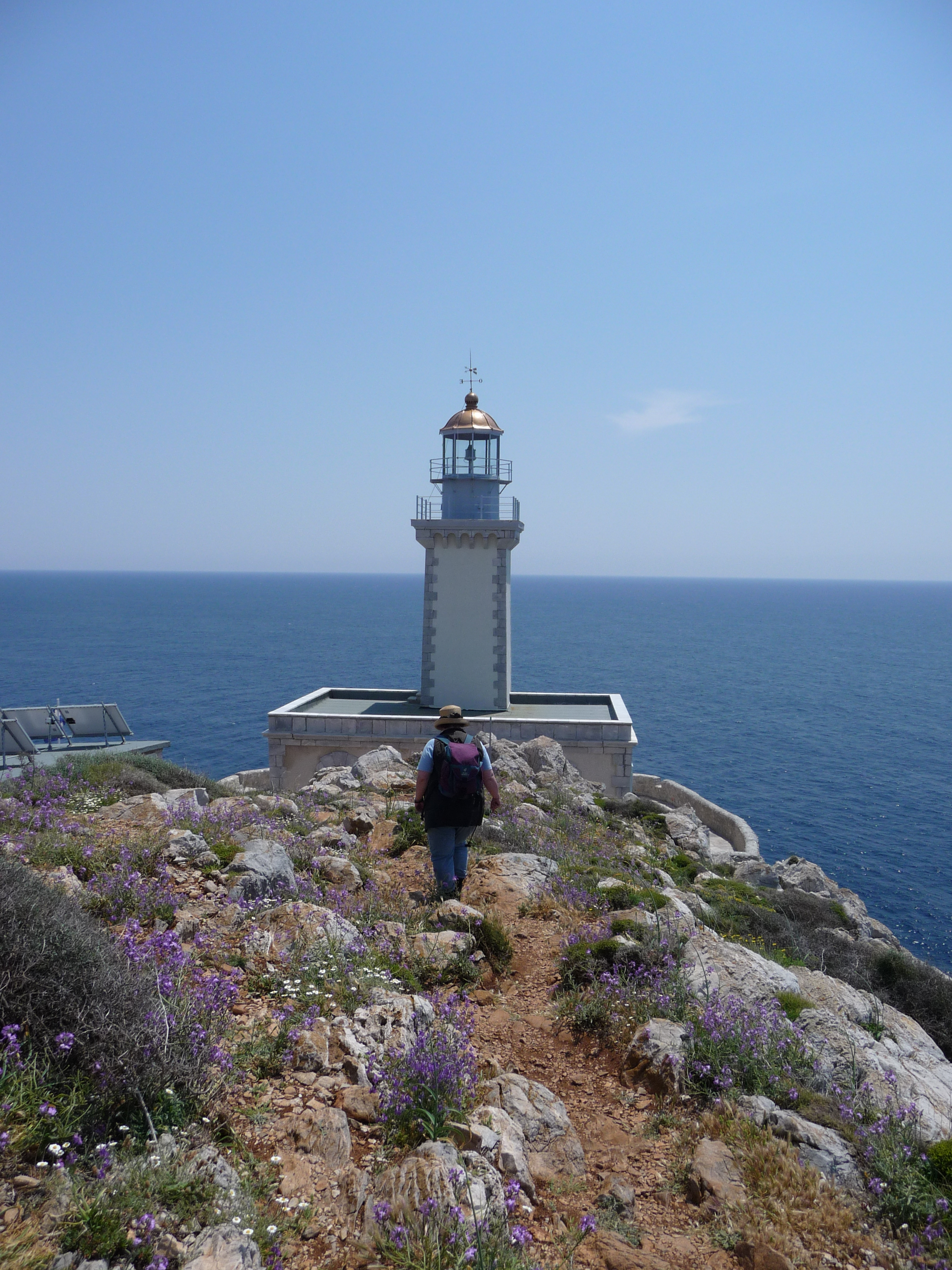
Faro del cabo.

Tanto Pausanias como el Periplo de Pseudo-Escílax mencionan dos puertos: Psamatunte (Ψαμαθοῦς), y Puerto de Aquiles o Aquileo (ὁ λιμὴν Ἀχίλλειος). Estrabón menciona solo el primero de estos dos. Estos puertos probablemente corresponden a Kayo y Marmari.
Los restos del templo de Poseidón se pueden ver aún en Asomato o Cisternes, en la parte oriental del cabo. Hay restos de una antigua iglesia y una muralla.
En la península había canteras de mármol. El mármol de Ténaro era negro, pero Sexto Empírico dice que cuando se rompía era blanco. Al norte del istmo (unos 7 km) estaba la ciudad de Ténaro, llamada después Cenépolis (Καινήπολις) con un templo dedicado a Deméter y otro a Afrodita, este último cerca del mar. La ciudad moderna de Kiparisos está en la proximidad de esta antigua ciudad. Una inscripción hace referencia a que la ciudad fue miembro de la confederación de Eleutero-Laconia, extremo del que ya hizo mención Pausanias, y que fue la capital bajo el nombre de Cenépolis (Ciudad Nueva).